# 아프가니스탄의 최고행정관

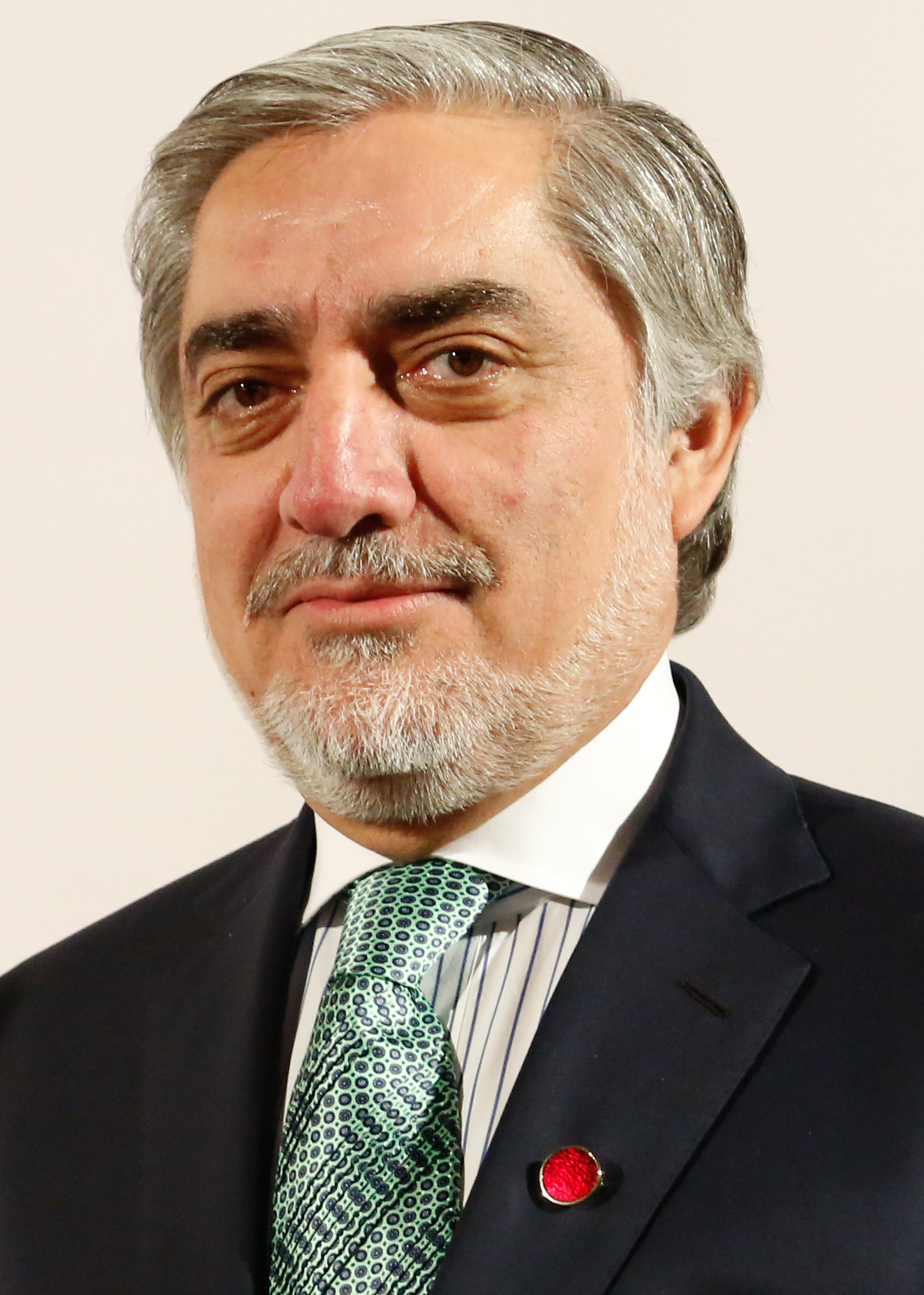
현 최고행정관 압둘라 압둘라

아프가니스탄의 최고행정관(-最高行政官)은 아프가니스탄 정부에서 가장 높은 위치에 있는 관직이다. 아슈라프 가니와 압둘라 압둘라가 자신의 승리를 주장한 2014년 아프가니스탄의 대통령 선거 이후에 발생한 분쟁 이후에 신설되었다. 국가 통합 협정에 따라 아슈라프 가니 아프가니스탄의 대통령은 압둘라 압둘라를 아프가니스탄의 최고행정관으로 임명하였다.

## 같이 보기
- 아프가니스탄의 대통령